# Funeris Nocturnum
Funeris Nocturnum — финская блэк-метал-группа, основанная в 1998 году. В их творчестве заметно влияние дэт-метала и индастриала. За время своего существования группа записала три номерных альбома и распалась в 2004 году. 

## История

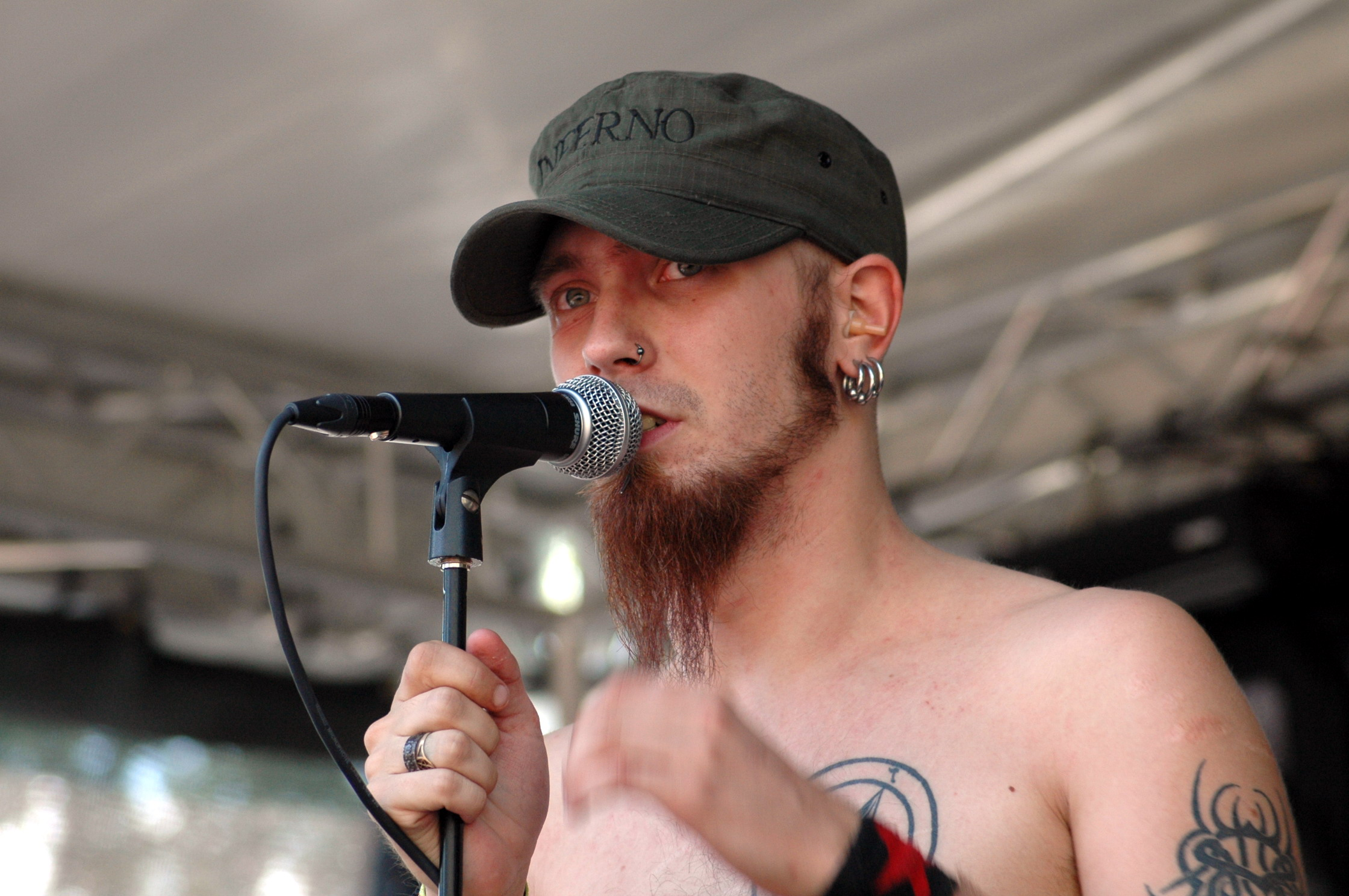
Микко Котамяки — основатель группы Funeris Nocturnum

Группа была основана в 1998 году вокалистом Микко Котамяки (Torment), гитаристом Рику Валлисто (Grimort) и барабанщиком, известным под псевдонимом Draco. В 1999 году музыканты выпустили демозапись «Slay and Burn» и заключили контракт с лейблом Woodcut Records. В 2000 году вышел их первый полноформатный альбом — «Pure Satanic Blasphemy». Годом позже вышел второй альбом — «From the Aspect of Darkly Illuminated», в котором группа стала использовать элементы симфонической музыки в своем звучании. В это же время для сценических выступлений, музыканты стали раскрашивать свои лица серебряной краской. В 2002 году вышел альбом «Code 666: Religion Syndrome Deceased» — последний релиз Funeris Nocturnum. Единственным оригинальным участником группы, принявшим участие в записи альбома был Котамяки. В 2004 году бывшие участники Funeris Nocturnum основали группу Atakhama.

## Дискография
- 1999 — Slay And Burn (демо)
- 2000 — Pure Satanic Blasphemy
- 2001 — Slay and Burn (EP)
- 2001 — From The Aspect Of Darkly Illuminated
- 2002 — Code 666: Religion Syndrome Deceased